# جوهانس بيدرسن
جوهانس بيدرسن (بالدنماركية: Johannes Pedersen)‏ هو عالم عقيدة دنماركي، ولد في 7 نوفمبر 1883 في Langeland ‏ في الدنمارك، وتوفي في 22 ديسمبر 1977.

## وصلات خارجية
- جوهانس بيدرسن على موقع الموسوعة البريطانية (الإنجليزية)